# Emmanuel Théaulon
Marie-Emmanuel-Guillaume-Marguerite Théaulon de Lamber, conosciuto come Théaulon o Emmanuel Théaulon (Aigues-Mortes, 14 agosto 1787 – Parigi, 16 novembre 1841) è stato un poeta, drammaturgo e librettista francese.

## Biografia
Ispettore alle Dogane e in seguito agli ospedali militari, ha composto un'ode sulla nascita del Re di Roma, che è stata gratificata. Nel 1814, al ritorno dei Borboni, ha realizzato la pièce che si è rappresentata in loro onore: Les Clefs de Paris, ou le Dessert d’Henri IV. Nel 1815 partecipa alla realizzazione delle celebrazioni in onore di Luigi XVIII.
Collabora a vari giornali del partito realista: Le Nain rose, La Foudre, L'Apollon.
Ha fatto rappresentare, soprattutto durante la Restaurazione, solo o in collaborazione, un vasto repertorio di lavori teatrali. Si ricordano, tra i numerosi letterati con cui ha collaborato: Armand d'Artois, Achille d'Artois, Charles Dupeuty, Étienne Jourdan, Gabriel de Lurieu.

## Opere

### Teatro
- 1809: Les Femmes soldats ou la Forteresse mal défendue, vaudeville in 1 atto, con Armand d'Artois[1]
- 1809: Les Femmes rivaux, in 1 atto e su vaudevilles di Armand d'Artois
- Les Fiancés, ou L'Amour et le Hasard, commedia in 1 atto, con Armand d'Artois
- 1810: Les Pêcheurs danois, vaudeville in 1 atto, con Armand d'Artois[2]
- 1811: Le Pacha de Suresne ou l'Amitié des femmes con Achille d'Artois
- 1811: Les Pages au sérail, vaudeville in 2 atti, con Armand d'Artois
- 1811: La Forêt noire, vaudeville in 1 atto, e Henri Dupin.
- Ode sur la naissance du Roi de Rome
- 1812 : Stanislas en voyage ou le Jour des rois, vaudeville in 1 atto
- 1812: L'Anglais à Bagdad, commedia in 1 atto, con Maurice Ourry e Charles-François-Jean-Baptiste Moreau de Commagny,
- 1812: Le Faux Duel ou le Mariage par sensibilité, commedia in 1 atto, con Henri Simon
- 1812: Le Piège, vaudeville in 1 atto
- 1812: Jérusalem déshabillée, con Ourry e Moreau de Commagny
- 1812: Paris volant, ou la Fabrique d'ailes, folie-épisodique in 1 atto, in prosa e in vaudevilles, con Ourry e Moreau de Commagny;
- 1813: Bayard page, ou Vaillance et Beauté, schizzo storico in 2 atti, con Armand d'Artois
- 1813: Le Cimetière du Parnasse ou Tippo malade, in 1 atto, con Armand d'Artois.
- 1813: Le Boghey renversé ou Un point de vue sur Longchamp, vaudeville in 1 atto, con Étienne Jourdan e Armand d'Artois.
- 1813: Les Bêtes savantes, burlesque in 1 atto, con Théophile Marion Dumersan, e Armand d'Artois
- 1813: Elle et lui, commedia in un atto, con Pierre Capelle[3]
- 1814: Le Château d'If, commedia in 1 atto, con Constant e Moreau de Commagny;
- 1814: Les Clefs de Paris ou le Dessert d'Henri IV, schizzo storico-vaudeville con Armand d'Artois
- 1814: Les Visites, ou les Complimens du jour de l'an, tableau vaudeville in un atto, con Armand d'Artois e Achille d'Artois[4]
- 1816: La Bataille de Denain, opéra-comique in 3 atti, con Armand d'Artois e Fulgence de Bury;
- 1817: L'Arbre de Vincennes, vaudeville eroico in 3 atti e in prosa con Armand d'Artois
- 1817: Paris à Pékin ou la Clochette de l'Opéra-Comique, parodia-vaudeville in 1 atto con Marc-Antoine Madeleine Désaugiers, e Armand d'Artois.[5]
- 1818: Le Calendrier vivant ou Une année dans une heure, revue-folie dell'anno 1817, in 1 atto, con Armand d'Artois e Paul Ledoux
- 1819: L'École de village ou l'Enseignement mutuel, commedia in 1 atto con Achille d'Artois
- 1819: Angéline ou la Champenoise, commedia-vaudeville in 1 atto, con Armand Dartois
- 1819: Le Mariage à la hussarde ou Une nuit de printemps con Armand d'Artois
- 1819: La Féerie des arts ou le Sultan de Cachemire, folie-féerie vaudeville in 1 atto, con Gabriel de Lurieu, Armand d'Artois e Francis baron d'Allarde
- 1820: Le Diable d'argent, rivista in 1 atto, con Armand d'Artois e Edmond Rochefort
- 1820: La Suite du Folliculaire ou l'Article in suspens, commedia-vaudeville in 1 atto, con Ramond de la Croisette, Armand d'Artois, Eugène Scribe e Ferdinand Langlé;[6]
- 1821: La Créancière, commedia-vaudeville in 2 atti con de la Croisette
- 1821: Le Permesse gelé, ou les Glisseurs littéraires, folie-revue in 1 atto, con Armand d'Artois e Nicolas Gersin;
- 1822: L'Auberge du Grand Frédéric, commedia-vaudeville in 1 atto e in prosa, e W. Lafontaine;
- 1822: La guerre ou la parodie de la paix, tragedia burlesca in 5 atti e in versi, con Ferdinand Laloue e Armand d'Artois;
- 1822: Les Femmes romantiques, commedia-vaudeville, con de la Croisette;
- 1822: Une journée à Montmorency, tableau-vaudeville in un atto con Langlé e [de la Croisette;[7]
- 1823: Les Blouses ou la Soirée à la mode, vaudeville in 1 atto, con de Lurieu e Achille d'Artois
- 1823: Le Laboureur ou, Tout pour le Roi! Tout pour la France!, commedia in un atto e in prosa, con Théodore d'Artois e De Rancé
- 1823: Les Aides de camp, commedia vaudeville in 1 atto con Langlé;
- 1823: Le Magasin de lumière, scene à-propos dell'illuminazione a gas, con Ferdinand Langlé, Ramond de la Croisette e Mathurin-Joseph Brisset;
- 1824: Les Femmes volantes vaudeville in 2 atti, con Armand d'Artois
- 1824: Le Naturaliste, ou l'Homme fossile, vaudeville in 1 atto, con Antoine Simonnin;
- 1824: Le Porteur d'eau, mimodramma in 3 atti, con Laloue e Simonnin;
- 1824: Mes derniers vingt sols, vaudeville in 1 atto, con de la Croisette;
- 1825: Le Grenadier de Fanchon, vaudeville in 1 atto con Pierre Carmouche e Nicolas Brazier.
- 1825: Le Compagnon d'infortune ou les Prisonniers, commedia-vaudeville in 1 atto e in prosa con Étienne Arago
- 1825: Le Bénéficiaire, commedia in 5 atti e 1 vaudeville con Charles-Guillaume Étienne
- 1825: Le Docteur du défunt con Lafontaine
- 1825: Le Commissaire du bal ou l'Ancienne et la Nouvelle Mode, commedia-vaudevilles in 1 atto, con Francis d'Allarde e Armand d'Artois
- 1825: L'Ami intime, commedia in 1 atto, con Armand d'Artois e Ferdinand Laloue, pubblicata nel 1828;[8]
- 1825: Le Centenaire ou la Famille des Gaillards, commedia-vaudeville in 1 atto con Armand d'Artois e Francis d'Allarde
- 1826: Le Chiffonnier ou le Philosophe nocturne, commedia-vaudeville in 5 atti con Étienne Crétu
- 1826: Le Candidat ou l'Athénée de Beaune con Armand d'Artois e Francis Baron d'Allarde
- 1826: Le Médecin des théâtres con Armand d'Artois e Francis baron d'Allarde
- 1826: La Fée du voisinage ou la Fête au hameau, vaudeville in 1 atto con Frédéric de Courcy e Pierre-Joseph Rousseau;[9]
- 1826: Le Dilettante ou le Siège de l'Opéra, vaudeville in 5 atti, con Théodore Anne e Jean-Baptiste Gondelier
- 1826: Les Inconvéniens de la diligence ou Monsieur Bonnaventure, 6 quadri-vaudeville con Francis baron d'Allarde, e Achille d'Artois
- 1827: La Mère au bal et la Fille à la maison, vaudeville in 2 atti com Jean-Baptiste Gondelier
- 1827: Clara Wendel ou la Demoiselle brigand, commedia-vaudeville in 2 atti, con Francis baron d'Allarde e Armand d'Artois
- 1827: Le Courrier des théâtres ou la Revue à franc-étrier, folie-vaudeville, con Théodore Anne e Jean-Baptiste Gondelier
- 1827: L'Arbitre ou les Séductions, commedia-vaudeville in 2 atti, con Paul Duport
- 1827: Les Deux Matelots ou le Père malgré lui, commedia-vaudeville in 1 atto, con Francis baron d'Allarde e Armand d'Artois
- 1827: La Fiancée de Berlin ou le Jeu de cache-cache, commedia-vaudeville in 1 atto, con Armand d'Artois
- 1827: Le Paysan perverti ou Quinze ans de Paris, pièce in 3 giornate
- 1827: Cinq heures du soir ou le Duel manqué, commedia-vaudeville in 1 atto, con Mélesville e Carmouche
- 1827: L'Ami Bontems ou la Maison de mon oncle, vaudeville in 1 atto, con Mélesville
- 1827: Faust di Goethe, adattamento di Théaulon e Gondolier
- 1827: John Bull au Louvre, vaudeville in 3 quadri, con Charles Nombret Saint-Laurent e Jean-François Bayard
- 1827: L'Écrivain public, commedia-vaudeville in 1 atto, con Simonnin, e de Courcy;[10]
- 1828: Le commedian de Paris ou Assaut de travestissemens, vaudeville in 1 atto e in prosa, con Armand d'Artois e Eugène de Lamerlière
- 1828: Le Barbier chatelin ou la Loterie de Francfort, commedia-vaudeville in 3 atti, con Théodore Anne
- 1829: Angiolina, dramma in 3 atti, con Mathurin-Joseph Brisset
- 1829: Le Bandit, pièce in 2 atti, con Théodore Anne e Nombret Saint-Laurent
- 1829: Jovial en prison, commedia-vaudeville in 2 atti, con de Lurieu e Théodore Anne;
- 1829: La Tyrolienne, commedia-vaudeville in 1 atto, con de Leuven e Charles de Livry;
- 1830: Le Bal champêtre au cinquième étage ou Rigolard chez lui, tableau-vaudeville in 1 atto, e in prosa, con Achille Grégoire
- 1833: Le Bal de l'avoué ou les Quadrilles Historiques, commedia-vaudeville in 2 atti, con Duflot e Roche
- 1833: Le Voyage à frais communs, vaudeville in 5 atti, con Victor-Eugène Desmares
- 1834: La Danseuse de Venise, commedia in 3 atti, con Auguste Pittaud de Forges
- 1834: L'Idiote, commedia-vaudeville in 1 atto, con Théodore Nézel;
- 1834: 1834 et 1835, ou le Déménagement de l'année, revue in episodi in 1 atto, con Nézel ede Courcy;
- 1835: Judith et Holopherne, con Armand Joseph Overnay e Nézel;
- 1835: Claude Bélissan, tableau-vaudeville in 1 atto con Adolphe Choquart
- 1835: Le Père Goriot, adattamento da Honoré de Balzac con Alexis Decomberousse e Ernest Jaime
- 1835: Anacharsis ou Ma tante Rose, commedia-vaudeville in 1 atto, con de Courcy e Brazier
- 1835: Les Marais-Pontins ou les Trois Bijoux con Eugène de Planard e Charles Lange
- 1835: Les Amours de Faublas, balletto pantomima in 3 atti e 4 quadri, con Lockroy
- 1835: La Périchole ou la Vierge du soleil, commedia in 1 atto, con Pittaud de Forges
- 1836: Les Infortunes de Jovial, huissier chansonnier, viaggio in 3 atti e 6 quadri, conde Courcy
- 1836: Les Chansons de Désaugiers, commedia in 5 atti, con de Courcy e René de Chazet;[11]
- 1836: Venise au sixième étage ou la Manie des bals masqués, vaudeville in 1 atto, con Langlé e de Courcy
- 1836: La Belle Écaillère, dramma vaudeville con de Lurieu
- 1836: Carmagnole ou Les Français sont des farceurs, vaudeville (episodi sulla guerra d'Italia) in un atto, con Jaime e Pittaud de Forges;
- 1836: La Résurrection de Saint Antoine, à propos-vaudeville in 1 atto, con Ferdinand de Villeneuve e Brazier;
- 1837: La Cour des miracles, chronique de 1450, vaudeville in 2 atti, con de Chazet e Jean-Pierre-François Lesguillon
- 1837: Crouton, chef d'école ou le Peintre véritablement artiste, tableau in 1 atto, con de Lurieu e de Courcy
- 1837: La Comtesse du tonneau ou les Deux Cousines, vaudeville in 2 atti con Decomberousse
- 1837: Sans nom! ou Drames et romans, vaudeville in 1 atto, con Edmond de Biéville
- 1837: La Guerre des servantes, con Jules-Édouard Alboize de Pujol e Charles Jean Harel
- 1837: Le Père de la débutante, vaudeville in 5 atti, con Bayard
- 1837: La Dot de Cécile, vaudeville in 2 atti, con de Lurieu e Angel
- 1838: Spectacle à la cour, vaudeville in 2 atti, con Lubize e Gustave Albitte
- 1838: Un ange au sixième étage, vaudeville in 1 atto, con Stephen Arnoult
- 1838: M. Jovial, ou l'Huissier chansonnier,vaudeville in 2 atti, con Adolphe Choquart;
- 1838: Le Médecin de campagne, comédie-vaudeville in 2 atti, con Théodore Muret e De Courcy;[12]
- 1838: Le Marquis de Brunoy, pièce in 5 atti, con Jaime;
- 1839: Le Lac de Gomorrhe ou la Bourse de Paris, vaudeville in 3 atti, con Étienne Arago
- 1839: Nanon, Ninon et Maintenon, ou les Trois Boudoirs, vaudeville in 3 atti, con Lesguillon e Armand d'Artois[13]
- 1839: Je m'en moque comme de l'an 40, rivista in 1 atto, con Achille d'Artois
- 1840: La Journée aux éventails, vaudeville in 2 atti, con Louis François Clairville
- 1841: Eudoxie, ou le Meunier de Harlem, commedia in 1 atto, con [de Chazet
- 1841: Une veuve de la grande armée, vaudeville in 4 atti con Clairville, e Armand d'Artois;[14]

## Libretti
- 1815: Le roi et la Ligue ou La Ville assiégée: opéra-comique in 2 atti, musica di Nicholas Charles Bochsa
- 1816: Charles de France ou Amour et gloire, opéra-comique in 2 atti  (con Achille d'Artois), musica di Ferdinand Hérold[15]
- 1811: Bayard à Lyon ou le Tournoi, vaudeville storico in 3 atti, musica di Jean-Jacques Dreuilh
- 1817: Les Rosières, opéra-comique in 3 atti, musica di Ferdinand Hérold
- 1817: La Clochette ou le Diable page, opéra-comique in 3 atti, musica di Ferdinand Hérold
- 1817: L'Héritière, opéra-comique, musica di Charles-Frédéric Kreubé;[16]
- 1818: Le Petit Chaperon rouge, in 3 atti e in prosa, musica di François-Adrien Boieldieu
- 1821: Blanche de Provence ou la Cour des fées, opera in 3 quadri con De Rancé, musica di Henri Montan Berton e François-Adrien Boieldieu, Luigi Cherubini, Rodolphe Kreutzer, Ferdinando Paër
- 1824-25: Don Sanche (Le château de l'amour), in 1 atto, con de Rancé, da un soggetto di Jean-Pierre Claris de Florian, musica di Franz Liszt (S.1; O1)
- 1823: Le Duc d'Aquitaine ou Le Retour, opera in 1 atto (con Achille d'Artois e De Rancé), musica di Felice Blangini[17]
- 1835: La Prova d'un'opera seria ou les Italiens à Carpentras, opera buffa in 1 atto con Théodore Nézel, musica di Auguste Pilati
- 1836: Actéon et le Centaure Chiron, farsa mitologica con Félix-Auguste Duvert e Adolphe de Leuven, musica di Francis Chassaigne

## Altro
- 1821: Das Zauberglöckchen, D.723 (aria e duetto), testi tradotti in tedesco dall'originale francese da Georg Friedrich Treitschke, musica di Franz Schubert
- Album lyrique Composé de quatorze Romances, Chansonnettes et Nocturnes mis en musique par Madame Malibran con Accompt. de Guitare par Meissonnier jne (i testi sono di autori vari)